# انطاکیه
انطاکیه (عربی: أَنْطَاكِيَة؛ سریانی: ܐܢܛܝܘܟܝܐ) شهری است در استان ختای در جنوب ترکیه کنونی که مرکز همین استان است. در همین مکان، شهر باستانی انطاکیه قرار داشته است. مساحت آن ۷۰۳ کیلومتر مربع است. پیش از زلزله‌های ویرانگر سال ۲۰۲۳، جمعیت آن ۳۹۹٬۰۴۵ نفر (در سال ۲۰۲۲) ثبت شده بود. انطاکیه در دره‌ای حاصلخیز و پرآب در کنار رود عاصی واقع شده و حدود ۲۰ کیلومتر با دریای شام فاصله دارد.
شهر امروزی بخشی از مکان باستانی انطاکیه (که به «انطاکیه بر روی رود اورونتس» نیز معروف است) را در بر می‌گیرد که در قرن چهارم پیش از میلاد توسط امپراتوری سلوکی پایه‌گذاری شد. انطاکیه بعدها به یکی از بزرگ‌ترین شهرهای امپراتوری روم تبدیل شد و پایتخت استان‌های سوریه و کوئله-سوریه گردید. این شهر همچنین یکی از مراکز اولیه و تأثیرگذار مسیحیت بود؛ عهد جدید ادعا می‌کند که نام «مسیحی» برای اولین بار در انطاکیه پدیدار شد. این شهر در دوره امپراتوری بیزانس از اهمیت مذهبی زیادی برخوردار شد. در قرن هفتم میلادی، عمر بن خطاب آن را فتح کرد. انطاکیه قرون‌وسطایی چندین بار تسخیر یا بازپس گرفته شد: توسط بیزانسی‌ها در سال ۹۶۹، سلجوق‌ها در سال ۱۰۸۴، صلیبی‌ها در سال ۱۰۹۸، ممالیک در سال ۱۲۶۸ و نهایتاً عثمانی‌ها در سال ۱۵۱۷، که آن را ابتدا به ایالت حلب و سپس به ولایت حلب ملحق کردند. این شهر در دوره قیمومت فرانسه به دولت ختای پیوست و سپس به جمهوری ترکیه ملحق شد.
در ۶ فوریه ۲۰۲۳، این شهر بر اثر دو زلزله قدرتمند با کانون قهرمان ماراش به شدت آسیب دید. برخی از مکان‌های تاریخی، از جمله کلیسای سنت پل، تخریب شدند. زلزله‌ها چندین محله را ویران کردند و هزاران نفر را بی‌خانمان کردند. تعداد کشته‌شدگان در استان ختای، که شامل انطاکیه است، بیش از ۲۰٬۰۰۰ نفر تخمین زده شد.

## تاریخ
انطاکیه یکی از شهرهای مهم و باستانی در ترکیه می‌باشد. این شهر در دورهای تاریخی مختلف همواره از اهمیت خاصی برخوردار بوده است. انطاکیه زمانی پایتخت تمدن سوریه باستان بوده و تا قرن هفتم میلادی قبل از فتح توسط مسلمان، مرکز دینی و استقرار کلیساهای مسیحی در منطقه بوده است.
این شهر در دوران حکومت سلوکیان پایتخت این کشور بوده و پس از شهرهای رم و اسکندریه سومین شهر بزرگ و پراهمیت در جهان باستان به‌شمار می‌رفته است. علل به ویرانی و نابودی این شهر را می‌توان به قرار داشتن این شهر در مسیر تهاجم و یورش سربازان صلیبی در سلسله جنگ‌های صلیبی با مسلمانان اشاره نمود. پس از پایان جنگ‌های صلیبی به عنوان یکی از شهرهای تابعه حلب درآمد. در جنگ جهانی اول به اشغال نیروهای فرانسوی و سپس در سال ۱۹۳۹ به خاک جمهوری ترکیه ضمیمه گشت.

### پیدایش و نامگذاری
اسکندر مقدونی در سال ۳۲۳ پیش از میلادی از دنیا رفت و بعد از پایان جنگ‌های دیادوخوی، قلمرو او بین فرماندهان سپاهش تقسیم شد و طبق توافق مصر و فلسطین به بطلمیوس یکم، یونان و آسیای صغیر به آنتیگون و ایران، سوریه و بابل به سلوکوس یکم رسید.
پس از استقرار آنتیگون در شهر اسکندرون در سال ۳۱۷ پیش از میلاد، سلوکوس در سال ۳۰۱ پیش از میلاد شهر اسکندرون را تصرف و به یاد پدرش آنتیوخوس، شهر جدیدی در آن محل بنا نمود و انطاکیه نام گذاری نمود. همچنین شهر دیگری نیز بنام مادرش لاتودیسیا (لاذقیه امروزی) در سوریه کنونی بنا نهاده است.

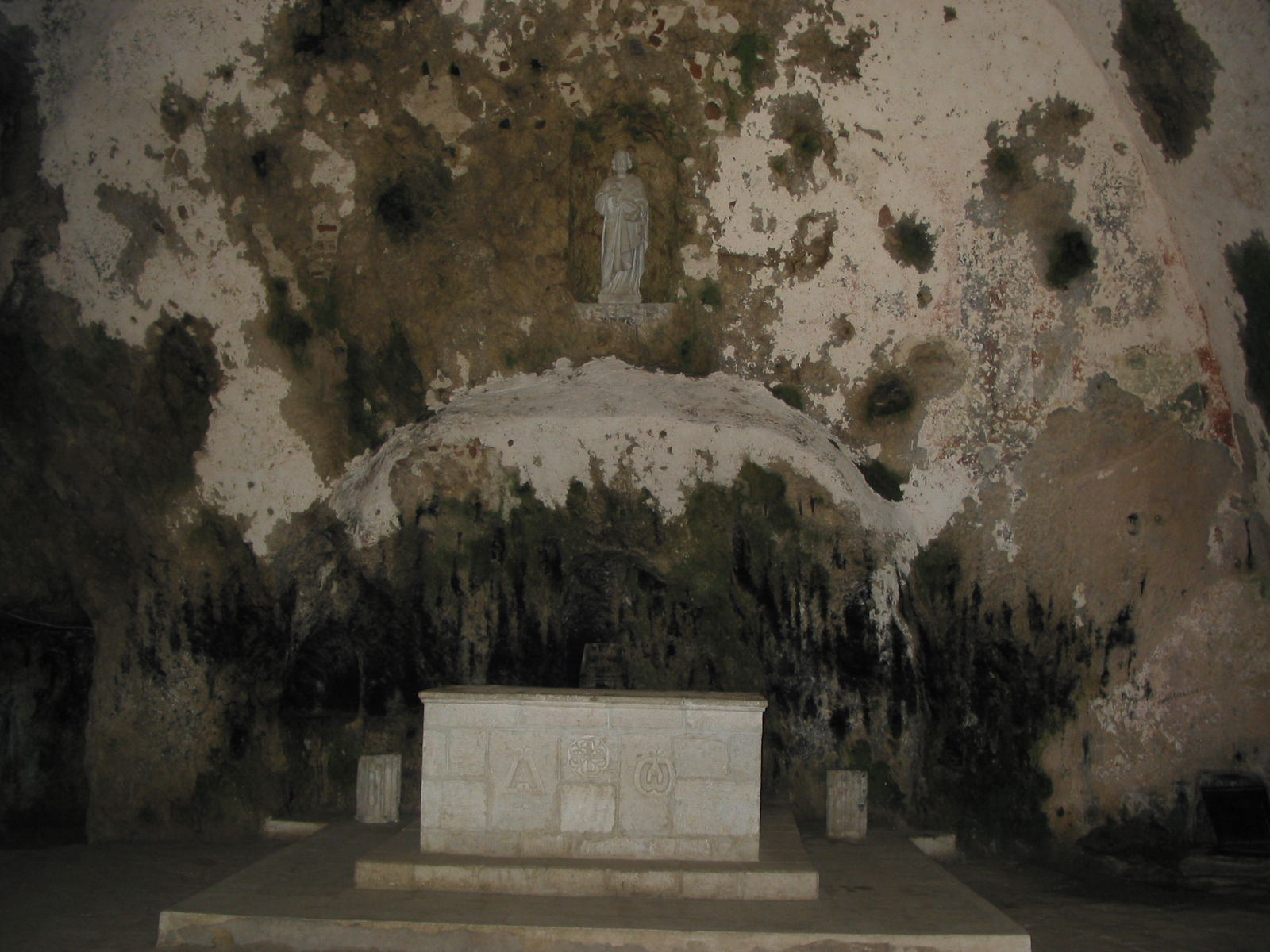
محراب کلیسای اول پیشگامان الأنطاکیین سنت پیتر، شهر انطاکیه یکی از شهرهای مقدس مسیحیان شرقی است

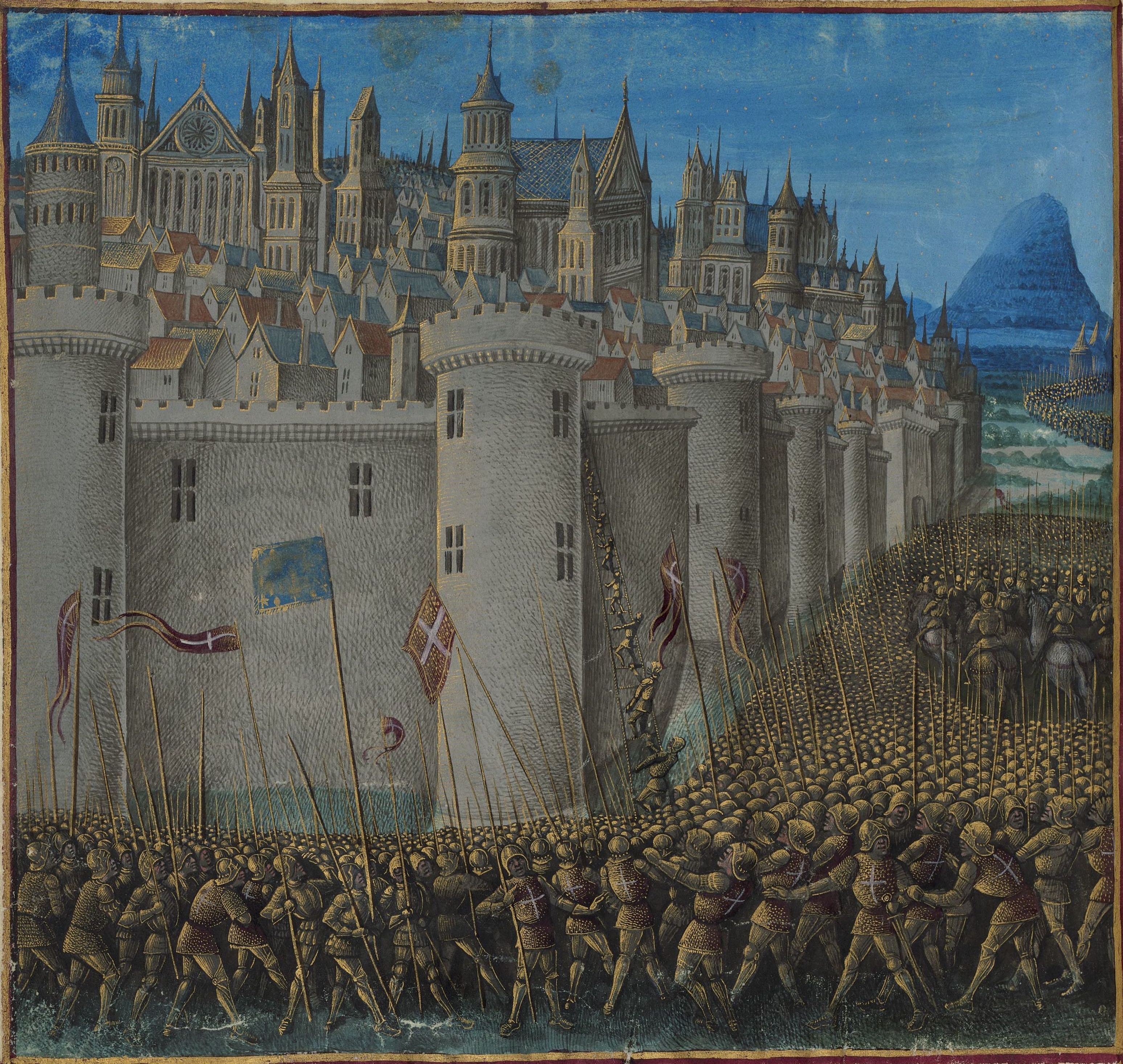
محاصره انطاکیه توسط صلیبیون

سلوکوس علاقه شدیدی به انطاکیه داشت. پس از تصرف دستور تخریب آثار و بناهای بجا مانده و جمع‌آوری سکه‌های آنتیگون را داد. او با اعطای شهروندی برابر با یونانیان به ساکنین این شهر مردم را تشویق به زندگی می‌کرد. در دوران سلوکوس با توجه به وسعت قلمرو سلوکوس از مرزهای هندوستان تا مدیترانه سرمایه و ثروت عظیمی به این شهر سرازیر و اوج دوران شکوفایی و عظمت انطاکیه را می‌توان در این دوران دید. پس از انقراض سلسله سلوکی به تصرف تیگران دوم پادشاه ارمنی درآمد. در سال ۶۴ پیش از میلاد توسط رومیان تصرف و ضمیمه خاک جمهوری روم گشت.

### پس از اسلام
این شهر در سالهای ۵۴۰ (جنگ آناستازی) و ۶۱۳ میلادی (جنگ شاهنشاهی ساسانی و امپراتوری بیزانس ۶۰۲–۶۲) به دلیل قرار داشتن در منطقه‌ای استراتژیک و مهم توسط ساسانیان تصرف و سپس در سال ۶۳۴ به دست مسلمانان فتح شد؛ با تلاش و توجه زیاد امپراتور روم نیکه‌فوروس دوم از مسلمان بازپس گرفته شد. با این حال در سال ۱۰۸۵ میلادی طی معاهده‌ای به سلجوقیان واگذار گردید. این شهر در خلال جنگ‌های صلیبی به تصرف فرانک درآمد و شاهزاده نشین انطاکیه در آن تأسیس شد و بین قرون دوازدهم تا سیزدهم این شهر در دستان صلیبیون قرار داشت. در سال ۱۲۶۸ توسط سلطان بیبرس از سلسله مملوک آزاد و در سال ۱۴۰۱ بدست تیمورلنگ گشوده شد. در سال ۱۵۱۶ در زمان حکومت سلطان سلیم یکم به تصرف امپراتوری عثمانی درآمد. در سال ۱۸۰۵ به محمدعلی پاشا والی مصر و شام واگذار و تا سال ۱۸۳۰ میلادی زیر نظر والی مصر حکومت و اداره می‌شد. در سال ۱۸۴۲ زلزله مهیبی این شهر را به ویرانه‌ای تبدیل کرد.

### الحاق به ترکیه
پس از پایان جنگ جهانی اول در سال ۱۹۲۰ این شهر در دوران قیمومت فرانسه بر سوریه و لبنان اشغال و در سال ۱۹۳۹ توسط دولت تحت قیمومیت فرانسه در سوریه و با تلاش‌های عصمت اینونو رئیس‌جمهور وقت ترکیه به جمهوری ترکیه ملحق گردید.

## اهمیت دینی و مذهبی
این شهر در بین مسیحیان مشرق زمین از جمله: ارتدکس شرقی، کاتولیک رومی، سریانی مارونی از اهمیت زیادی برخوردار است. این شهر در کنار رم، اسکندریه، استانبول، بیت‌المقدس که شهرهای مذهبی و مقدس مسیحیان به‌شمار می‌رود دارای تقدس و ارزش بالایی در میان مسیحیان می‌باشد.
در متون اسلامی گفته می‌شود داستان حبیب نجار در این شهر به وقوع پیوسته است.